# Зеленикав тритон
Зеленикавите тритони (Notophthalmus viridescens) са вид земноводни от семейство Саламандрови (Salamandridae).
Срещат се в източната част на Северна Америка.
Таксонът е описан за пръв път от френския естественик Константен Самюел Рафинеск през 1820 година.

## Подвидове
- Notophthalmus viridescens dorsalis
- Notophthalmus viridescens louisianensis
- Notophthalmus viridescens piaropicola
- Notophthalmus viridescens viridescens